# Arrondissement de Saint-Benoît
L'arrondissement de Saint-Benoît est une division administrative française, située dans le département et la région de La Réunion.

## Composition

### Création en 1968
L'arrondissement de Saint-Benoît est créé au 7 octobre 1968 par le décret du 2 octobre 1968.

### Découpage cantonal avant 2015
1. Canton de Bras-Panon
2. Canton de La Plaine-des-Palmistes
3. Canton de Saint-André-1
4. Canton de Saint-André-2
5. Canton de Saint-André-3
6. Canton de Saint-Benoît-1
7. Canton de Saint-Benoît-2
8. Canton de Sainte-Rose
9. Canton de Salazie

### Découpage communal depuis 2015
L'arrondissement recouvre six communes par ailleurs regroupées dans la Communauté intercommunale Réunion Est.
Depuis 2015, le nombre de communes des arrondissements varie chaque année soit du fait du redécoupage cantonal de 2014 qui a conduit à l'ajustement de périmètres de certains arrondissements, soit à la suite de la création de communes nouvelles. Le nombre de communes de l'arrondissement de Saint-Benoît reste quant à lui inchangé depuis 2015 et égal à 6.
Au 1er janvier 2024, l'arrondissement groupe les 6 communes suivantes :
1. Bras-Panon
2. La Plaine-des-Palmistes
3. Saint-André
4. Saint-Benoît
5. Sainte-Rose
6. Salazie

## Démographie
En 2022, l'arrondissement comptait 128 965 habitants.
| 1968   | 1975   | 1982   | 1990   | 1999    | 2006    | 2011    | 2016    | 2021    |
| ------ | ------ | ------ | ------ | ------- | ------- | ------- | ------- | ------- |
| 61 289 | 66 204 | 74 313 | 85 132 | 101 804 | 114 279 | 122 225 | 126 777 | 127 924 |

| 2022    | - | - | - | - | - | - | - | - |
| ------- | - | - | - | - | - | - | - | - |
| 128 965 | - | - | - | - | - | - | - | - |

## Sous-préfets de Saint-Benoît
| Période          | Période         | Identité             | Fonction précédente      | Observation |
| ---------------- | --------------- | -------------------- | ------------------------ | ----------- |
| ?                | 1990            | Alain Coulas         |                          |             |
| 1990             | 1993            | Jacques de Lesquen   |                          |             |
| 1993             | 1996            | Denis Labbé          |                          |             |
| 1996             | 1998            | Yves Le Breton.      |                          |             |
| 1998             | 2000            | Serge Morvan         |                          |             |
| 2000             | 2002            | Guy Mascres          |                          |             |
| 2002             | 2005            | Jean-Michel Quiard   |                          |             |
| 2005             | 2008            | Claude Villeneuve    |                          |             |
| 2008             | 2012            | Serge Bideau         |                          |             |
| 2012             | 2015            | Hélène Rouland-Boyer |                          |             |
| 2015             | 2018            | Christine Geoffroy   |                          |             |
| 2018             | 2021            | Véronique Beuve      |                          |             |
| 2021             | 25 octobre 2024 | Michael Mathaux      |                          |             |
| 25 octobre 2024, | En cours        | Fabrice Bonicel      | sous-préfet d’Yssingeaux |             |